# 김광주
김광주(한국 한자: 金光洲, 1910년 7월 9일~1973년 12월 17일)는 대한민국의 독립운동가, 소설가이고 언론인이다.
본관은 김해(金海)이며 경기도 수원 출생이다. 1929년 상하이 유학 중에 1932년 의과대학 중퇴 후 이듬해 1933년 단편 소설 《밤이 깊어 갈 때》로 첫 등단한 그는, 일제강점기 때 만주에서 백범 김구 선생의 수하에서 독립운동을 하였고, 1945년 해방 이후 귀국하여 경향신문 문화부장 등 언론인으로 활동하였다. 말년에는 집필활동을 하다 병으로 생을 마감했다. 소설가 김훈은 그의 셋째 아들이다.